# Вилхелм Мориц (Насау-Зиген)
Вилхелм Мориц фон Насау-Зиген (на нидерландски: Willem Maurits van Nassau-Siegen; на немски: Wilhelm Moritz zu Nassau-Siegen; * 18 януари 1649, Терборг, Гелдерланд; † 23 януари 1691, Зиген) е от 1652 г. граф и от 1664 до 1691 г. княз на Насау-Зиген.

## Биография
Той е син на Хайнрих фон Насау-Зиген (1611 – 1652) и първата му съпруга Елизабет фон Лимбург-Щирум (1632 – 1707).
През 1664 г. Вилхелм Мориц е издигнат на имперски княз. Следнеговата смърт съпругата му Ернестина Шарлота поема регентството за малолетните им синове.

## Фамилия
Вилхелм Мориц се жени на 6 февруари 1678 г. в Шаумбург за прицеса Ернестина Шарлота от Насау-Диленбург (1662 – 1732), дъщеря на граф Адолф Насау-Шаумбург. Те имат децата:
- Фридрих Вилхелм I Адолф (1680 – 1722), княз на Насау-Зиген (1707 – 1722)

∞ Елизабет принцеса фон Хесен-Хомбург (1681 – 1707)
∞ Амалия Луиза принцеса фон Курландия (1687 – 1750)
- Карл Лудвиг Хайнрих (1682 – 1694)